# 沃洛維齊亞 (伊爾沙瓦區)
48°17′29″N 22°54′20″E / 48.29139°N 22.90556°E
沃洛維齊亞（烏克蘭語：Воловиця）是烏克蘭西部的村莊，隸屬外喀爾巴阡州的胡斯特區。該村始建於1412年，面積2平方公里，海拔高度157米，2001年人口249，人口密度每平方公里120人。